# Suspiros de España (y Portugal)
Suspiros de España (y Portugal) es una película española dirigida por José Luis García Sánchez con guion de Rafael Azcona.

## Argumento
La muerte del más veterano abad de un convento hace plantear el futuro a dos de sus monjes...

Al morir el paternal abad que los tenía acogidos en el convento de clausura, fray Liborio y fray Clemente se ven desamparados. Entre las escasas pertenencias del difunto descubren unas cartas que la familia de Fray Clemente le ha escrito durante años, pero que a él, un inocente lego hace 30 años, nunca le entregaron. Al leerlas, fray Liborio se entera de que el otro es hijo natural de un terrateniente extremeño ya fallecido y le parece que su objetivo es ir a sus fincas en busca de una posible herencia. 
Los monjes cuelgan los hábitos y, convertidos en Juan y Pepe, salen al mundo para recorrer media España. Para uno es el primer encuentro con el mundo; para el otro, sencillamente, un reencuentro con el pasado –hija y amante– que dejó atrás. En el camino encuentran a Carmela, la olvidada hija de Juan, que se convierte en la amante de Pepe, y recogen también a Angélica, el gran amor de Juan, convertida ahora en una barata prostituta. Además, el camino hacia Extremadura está plagado de sobresaltos: suicidas, maniobras militares, representantes del poder judicial ansiosos por hacer justicia, madres, novias, hermanos, guardias civiles... Cerdos, cerdos, cerdos. Ovejas. Loros. La España profunda. ¿Y al final?. No hay herencia, pero tampoco hay final, porque estos dos pobres ex-frailes, con sus ex-chicas tomarán, como tantos otros españoles, el camino del exilio: hacia Portugal, donde les espera una ¿nueva? vida en "El ruedo ibérico" espectáculo cómico-taurino.

## Reparto
| Intérprete              | Personaje           |
| ----------------------- | ------------------- |
| Juan Echanove           | Fray Clemente       |
| Juan Luis Galiardo      | Fray Liborio        |
| Rosa Maria Sardà        | Angélica            |
| Neus Asensi             | Carmela             |
| Vicente Parra           | Villalba            |
| María Galiana           | Amalia              |
| Antonio Gamero          | Arróniz             |
| Juan José Otegui        | Rosendo             |
| Luis Cuenca             | Abad                |
| Luis Perezagua          | Cura Usurero        |
| Manuel Huete            | Juez                |
| Paula Soldevila         |                     |
| Carlos Leonardo         |                     |
| Paco Catalá             |                     |
| José de Portugal        |                     |
| Carlos Lucas            |                     |
| Juan José Bautista      |                     |
| Janfri Topera           |                     |
| David Trueba            |                     |
| Tomás Sáez              |                     |
| Javier Echanove         |                     |
| David Pérez Merinero    |                     |
| María Eugenia Virosta   |                     |
| Luis Fernández de Eribe |                     |
| Juan Prado              | Forcado de portugal |
| Juan y Medio            | Dependiente         |